# سدار نولز (نیوجرسی)
سدار نولز (به انگلیسی: Cedar Knolls) یک منطقهٔ مسکونی در ایالات متحده آمریکا است که در هانوفر (نیوجرسی) واقع شده‌است. سدار نولز ۹۱ متر بالاتر از سطح دریا واقع شده‌است.